# Koroni (Burkina Faso)
Pour les articles homonymes, voir Koroni.
Koroni est une commune située dans le département de Barani de la province de Kossi au Burkina Faso.